# مرثد بن أبي مرثد الغنوي
مرثد بن أبي مرثد الغنوي (المتوفي سنة 4 هـ) صحابي بدري، شهد غزوتي بدر وأحد، وبعثه النبي محمد ﷺ سنة 4 هـ قائدًا لسرية قُتل فيها.

## سيرته
كان مرثد بن أبي مرثد بن الحصين الغنوي من بني غنى بن يعصر بن سعد بن قيس عيلان وكان هو وأبوه حليفين لحمزة بن عبد المطلب. هاجر مرثد مع أبيه إلى يثرب، وآخى النبي محمد بينه وبين أوس بن الصامت. شهد مرثد غزوة بدر فارسًا، وقد كلّفه النبي محمد بعدها بحمل أسرى قريش ممن افتدوا إلى مكة لقوته، فعرفته امرأة بغي اسمها «عناق» كانت صديقة له في الجاهلية، ودعته للمبيت عندها، فأبى لحُرمة الزنا في الإسلام، فوشت به، إلا أنه استطاع الفرار إلى المدينة المنورة. استأذن مرثد النبي محمد في الزواج من عناق، فلم يُجبه النبي، ثم نزل قوله تعالى: ﴿الزَّانِي لَا يَنْكِحُ إِلَّا زَانِيَةً أَوْ مُشْرِكَةً وَالزَّانِيَةُ لَا يَنْكِحُهَا إِلَّا زَانٍ أَوْ مُشْرِكٌ وَحُرِّمَ ذَلِكَ عَلَى الْمُؤْمِنِينَ ۝٣﴾ [النور:3].
شهد مرثد أيضًا غزوة أحد. وفي صفر 4 هـ، أرسله النبي محمد قائدًا لسرية ليتحسسوا أخبار قريش، فاعترضتهم جماعة من قبائل هذيل وعضل والقارة، فقتلتهم فيما يُعرف بـ «يوم الرجيع». وفي قتلى تلك السرية يقول حسان بن ثابت: